# INS Khanderi (1968)
Pour les autres navires du même nom, voir INS Khanderi.
L'INS Khanderi (pennant number : S22) est un sous-marin diesel-électrique de classe Kalvari de la marine indienne.
L’INS Khanderi a été construit à Sudomekh, chantier naval de l'Amirauté. Mis en service dans la marine indienne en décembre 1968, il a été désarmé en 1989. Sa coque a été démolie, mais son kiosque a été préservé sur le terrain de parade de Virbahu.
Le sous-marin a été nommé d’après le fort de Khanderi du roi Marathe Shivaji.